# 韦森山麓瓦尔德基兴
韦森山麓瓦尔德基兴是奥地利上奥地利州谢尔丁县的一个市镇。总面积21.4平方公里，总人口1281人，人口密度59.9人/平方公里（2005年）。